# ERM International Group
ERM (Environmental Resources Management) er en britisk multinational konsulentvirksomhed, der fokuserer på bæredygtighed. Deres konsulentydelser er målrettet energi-, miljø-, sundhed- og sikkerheds-problematikker. ERM har ca. 8.000 ansatte i 40 lande.
ERM Limited blev etableret i 1987 ved en fusion mellem britiske ERL og amerikanske ERM.